# Jack Elam
William Scott Elam, mais conhecido como Jack Elam (Miami, 13 de novembro de 1920 — Ashland, 20 de outubro de 2003), foi um ator estadunidense, mais conhecido por seus numerosos papéis como vilões em filmes western e, mais tarde, comédias. Antes de sua carreira na atuação, ele ocupou vários cargos em finanças e serviu dois anos na Marinha dos Estados Unidos durante a Segunda Guerra Mundial.